# Mickelia pergamentacea
Mickelia pergamentacea är en träjonväxtart som först beskrevs av William Ralph Maxon, och fick sitt nu gällande namn av R. C. Moran, Labiak och Sundue. Mickelia pergamentacea ingår i släktet Mickelia och familjen Dryopteridaceae. Inga underarter finns listade.